# Mumford & Sons
Mumford & Sons es un grupo británico de folk rock, formado por Marcus Mumford (voz principal, guitarra, batería, mandolina), Ben Lovett (voces, teclado, acordeón, batería), Winston Marshall (voces, banjo, dobro) y Ted Dwane (voces, contrabajo, batería, guitarra). El grupo se formó en octubre de 2007, aprovechando el éxito de "la escena folk del oeste de Londres" junto con otros artistas como Laura Marling, Johnny Flynn y Noah and the Whale.
Mumford & Sons grabaron tres EP antes de lanzar su primer álbum, Lend Me Your Eyes; Love Your Ground y The Cave and The Open Sea. Hicieron múltiples giras por el Reino Unido para enseñar su música al público y ganar respaldo para su álbum debut, Sigh No More, el cual fue lanzado en el Reino Unido en octubre de 2009, y en los Estados Unidos en febrero de 2010, alcanzando el número 2 en el UK Album Chart y en el Billboard 200 en los Estados Unidos.
El grupo ganó popularidad en 2010 tocando ante grandes audiencias y teniendo su primera aparición en la televisión estadounidense. El 1 de diciembre de 2010, el grupo recibió dos nominaciones a los Premios Grammy, una por el Mejor artista nuevo y otra por la Mejor canción de rock ("Little Lion Man"). Ganaron el Premio musical ARIA de Artista internacional más popular en 2010, y el Premio Brit en 2011 por Mejor álbum británico.

## Historia

### Primeros años: 2007–2008
Mumford & Sons se formó en octubre de 2007 por los multinstrumentistas Marcus Mumford, Ben Lovett, Winston Marshall y Ted Dwane. Los miembros del grupo tocan diversos instrumentos como guitarra, batería, teclado, bajo, e instrumentos tradicionales del folk como el banjo, la mandolina y el dobro. El nombre del grupo se originó porque Marcus Mumford era el miembro más conocido del grupo por aquel momento, organizando al grupo y sus presentaciones locales. Lovett indicó que el nombre tenía la intención de evocar la sensación de un "nombre de negocio familiar antiguo". Varios grupos similares a Mumford & Sons incrementaron su visibilidad en el oeste de Londres en aquel mismo tiempo, haciendo conocida la "Escena folk del Oeste de Londres". Mumford lo calificó como una exageración--Mumford & Sons y otros grupos de folk comenzaron a tocar en el mismo sitio y al mismo tiempo. En una entrevista con Herald Sun, Marcus Mumford dijo, "No es folk, en realidad. Bueno, algo lo es, y ciertamente no es una escena. Alguien se emocionó demasiado por unos pocos grupos que viven en un radio de 100 millas y las puso en una caja para venderlas como un paquete. Es una comunidad, no una escena. No es algo exclusivo." Ya que habían sido desarrollados en el mismo entorno, tanto musical como cultural, el sonido de Mumford & Sons fue comparado con artistas como 'Noah and the Whale', Johnny Flynn y Laura Marling, para quien Marcus Mumford solía tocar la batería.
A comienzos de 2008, el grupo comenzó a trabajar con el mánager Adam Tudhope, quien, como parte de la empresa Everybody's, también representa a Keane y Laura Marling. Fue a través de la conexión con Tudhope, cuando Mumford & Sons fueron presentados a Louis Bloom, que comenzó a monitorizar al grupo. Bloom dijo a HitQuarters que el grupo aún estaba en un estado muy temprano y que todavía no estaban listos para un contrato discográfico: "No había nadie allí para ello, solo unos pocos amigos, y necesitaban tiempo para desarrollarlo. Los siguientes seis meses continué yendo a verles y a cada momento estaban, literalmente, escogiendo fans."
En febrero de 2008, el grupo completó una gira extensiva por el Reino Unido con el apoyo de Alessi's Ark, Sons of Noel and Adrian, Peggy Sue, Pete Roe, The Cutaway y otros grupos. Junio marcó la primera aparición del grupo en el Festival de Glastonbury. Marcus Mumford también hizo una gira con Laura Marling, cuya poca inclinación para comunicarse con la audiencia hizo que Marcus Mumford se ganase un lugar destacado ante el público. La experiencia le ayudó con su actitud frente a audiencias de Mumford & Sons, que consiste en interactuar frecuentemente con ella e intentar crear una atmósfera cómoda y casual.
El primer proyecto de Mumford & Sons fue el EP titulado Love Your Ground,  tardó un año en completarse y fue lanzado en noviembre de 2008 en Chess Club Records.

### Sigh No More: 2009–2010

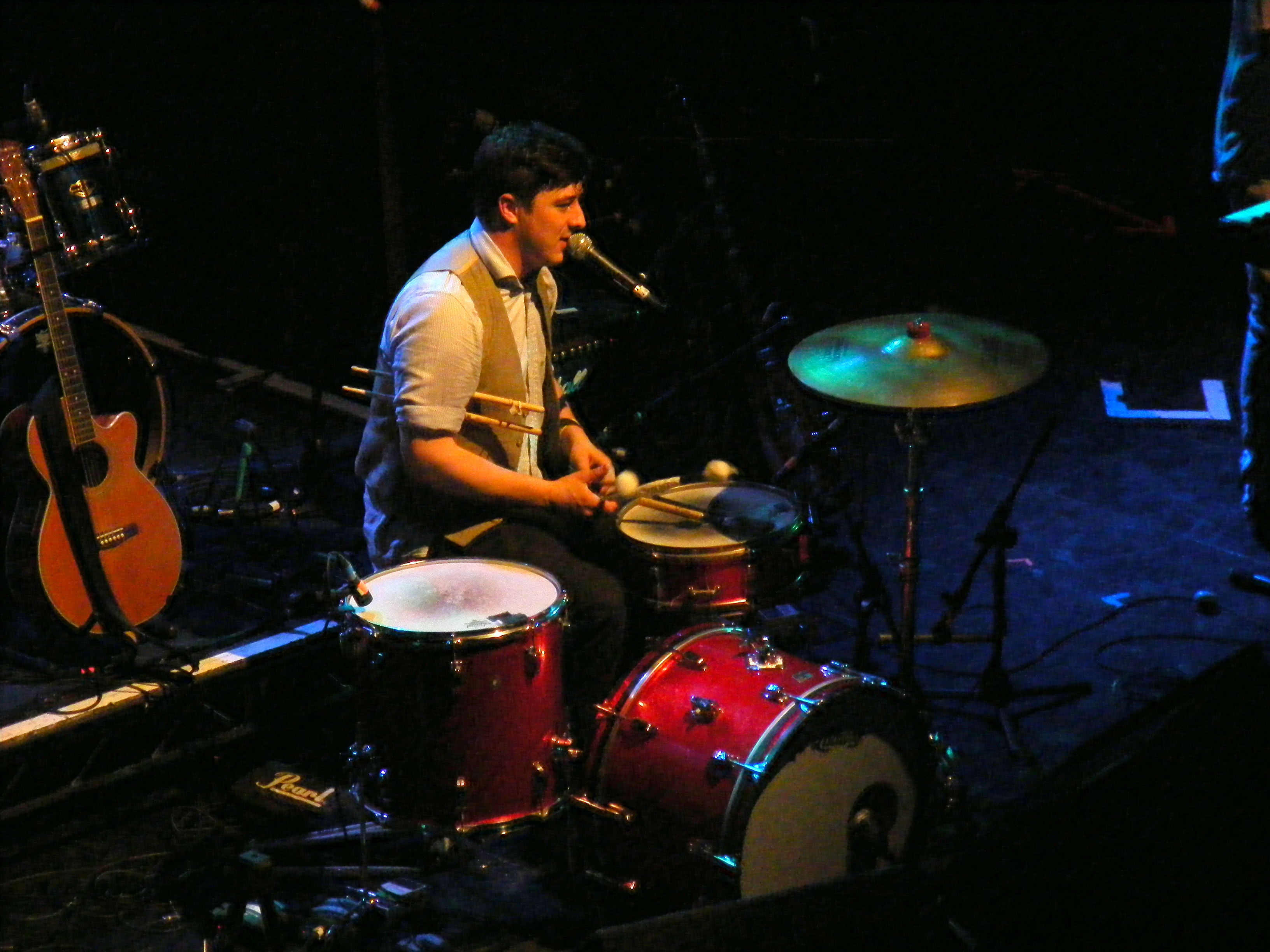
Miembros del grupo tocan diversos instrumentos durante conciertos. Aquí, Marcus Mumford sentado ante una batería.

Durante 2008 y 2009, Mumford & Sons tocaron en pequeños locales en el Reino Unido y en los Estados Unidos, mostrándole al público las canciones de Love Your Ground y otras pistas que finalmente formarían Sigh No More. El grupo acabó grabando su primer disco, Sigh No More, con Markus Dravs, quien ha producido discos con artistas como Arcade Fire. Por aquel momento, los miembros del grupo ni poseían sus propios instrumentos. En un primer momento, Dravs les rechazó cuando aparecieron en las sesiones de grabación con las manos vacías. La única canción de Love Your Ground que fue incluida en Sigh No More fue Little Lion Man. El grupo dijo a Herald Sun que ellos mismos financiaron el disco para evitar los compromisos técnicos y artísticos. Hicieron una gira en apoyo a Laura Marling en 2009, los miembros de Mumford & Sons contribuyeron como músicos en su disco lanzado en 2010, I Speak Because I Can.
En agosto de 2009, Mumford & Sons firmaron un contrato de licencia con Island Records en el Reino Unido, con Dew Process en Australia y Nueva Zelanda, con Glassnote Records en Norteamérica y con Cooparative Music en el resto del mundo, y a través de su propia discográfica Gentlemen Of The Road. El jefe de Dew Process, Paul Piticco firmó con el grupo tras ver uno de sus conciertos en los Estados Unidos en 2009 y poder apreciar su honesto acercamiento al público y su sonido único. Su disco debut fue lanzado el 5 de octubre de 2009 con "Little Lion Man" como su sencillo principal.
Dave Berry de XFM nombró "Little Lion Man" su canción de la semana, y en otra entrevista con el grupo, Berry dijo que "Screw 'de la semana', es mi canción favorita del año." El DJ Zane Lowe, de BBC Radio 1 hizo "Little Lion Man" su "Reaction Record" el 27 de julio de 2009, antes de nombrarla "Hottest Record in the World" la noche siguiente.
En su primera actuación en la televisión estadounidense, el grupo tocó su sencillo "Little Lion Man" en el programa de la CBS Late Show with David Letterman el 17 de febrero de 2010. Esta aparición fue seguida por una actuación de "The Cave" en The Late Late Show with Craig Ferguson en 26 de febrero de 2010.
Mumford & Sons fueron comercialmente exitosos en Australia y Nueva Zelanda. El sencillo "Little Lion Man" fue muy popular. En enero de 2010, estuvo en lo alto de la lista Triple J Hottest 100 de todo 2009. Su margen de victoria fue el más amplio en la historia de la lista. En noviembre de 2010, el grupo ganó un Premio Musical ARIA por el Artista Internacional Más Popular. Sigh No More primero alcanzó el número 9 en las listas de Nueva Zelanda en octubre de 2010, más tarde alcanzó lo alto de la lista en enero de 2011 debido a la gran popularidad de los sencillos del disco.
En una entrevista de marzo de 2010, Ray Davies anunció que Mumford & Sons aparecería en su siguiente disco de colaboraciones. Marcus lo confirmó en una entrevista ese mismo mes, diciendo, "Estoy más emocionado por esto que por cualquier otra cosa en toda mi vida". Mumford & Sons interpretó la canción "Days/This Time Tomorrow" junto con Davies el 12 de febrero de 2010 en Later...with Jools Holland.
El grupo también fue parte de los tres anuncios de 30 segundos de la televisión británica.
En diciembre de 2010, Mumford & Sons consiguió nominaciones a los Premios Grammy por Mejor Artista Nuevo y Mejor Canción de Rock ("Little Lion Man"). Aunque no ganaron ninguna de las categorías a las que estaban nominados, el grupo interpretó su sencillo "The Cave" en la ceremonia. La actuación les hizo ganar una atención muy positiva de los medios y aumentó la visibilidad de Sigh No More. Las ventas en los Estados Unidos aumentaron un 99% en el periodo posterior a la ceremonia. También interpretaron junto a Bob Dylan en su interpretación de "Maggie's Farm". En febrero de 2011 resultaron ganadores del Premio Brit por Mejor Álbum Británico del Año con Sigh No More y tocaron "Timshel" en la ceremonia. Las ventas del disco en el Reino Unido aumentaron un 266% tras el evento.
En marzo de 2011, Sigh No More había vendido alrededor de 1.000.000 de copias en los Estados Unidos y en el Reino Unido.

### Babel: 2011–presente
Durante la gira por los Estados Unidos a comienzos de 2011, el grupo comenzó a escribir canciones para su siguiente disco. Ben Lovett comentó que el ambiente creativo de Nashville, Tennessee ayudó con el proceso de escritura. El disco estaba previsto que saliera a finales de 2011.
En marzo de 2011, se anunció que el grupo iba a aparecer en The Other Stage en el Festival de Glastonbury, tras haber tocado prácticamente como desconocidos en el John Peel Stage el año anterior. El 13 de abril de 2011, VH1 grabó una íntima actuación de Mumford & Sons con instrumentos acústicos titulado 'Mumford & Sons: Unplugged'. El 11 de junio de 2011, Mumford & Sons actuaron en Bonnaroo en "Which Stage".
Mientras tocaban en Buzz Under The Stars Night 1 en Kansas City, Misuri el 3 de junio, la primera parada de su gira norteamericana, el grupo anunció que estaba grabando un nuevo disco que sería lanzado a finales de 2011. Tocaron nuevas canciones del nuevo álbum, aunque no revelaron el título.
Mumford & Sons grabaron dos canciones para la adaptación de Wuthering Heights por Andrea Arnold, una de las canciones (titulada "Enemy") será tocada en los créditos finales.
En agosto el grupo publicó su nueva canción "I Will Wait" que se incluyó en su nuevo disco "Babel"
El disco "Babel" ganó el galardón Álbum del año de la edición 55 de los premios Grammy.

## Estilo musical e influencias
Mumford & Sons son reconocidos por sus energéticas actuaciones en directo, en las cuales los miembros del grupo se intercambian instrumentos entre ellos. En algunas entrevistas, han expresado su atracción por la cultura de una conexión personal con miembros de la audiencia. Miembros del grupo han declarado en múltiples ocasiones que los conciertos son, por mucho, su parte preferida de la experiencia musical.
Una gran cantidad del contenido lírico de Mumford & Sons contienen una fuerte influencia literaria, el nombre de su álbum debut deriva de la obra de Shakespeare, Mucho ruido y pocas nueces. La pista "Sigh No More" incluye versos de la obra como "Serve God love me and mend" y "One foot in sea and one on shore". La canción "Roll Away Your Stone" está influenciada por Macbeth.[cita requerida] En una entrevista, Marcus Mumford fue citado diciendo, "Puedes robarle a Shakespeare todo lo que quieras; ningún abogado va a llamarte por ello." De hecho, "The Cave" incluye varias referencias a La Odisea y la alegoría de la caverna.
"Timshel" y "Dustbowl Dance" contienen hechos de las novelas de John Steinbeck, De ratones y hombres, East of Eden y Las uvas de la ira, respectivamente. Marcus Mumford, en una entrevista, incluso comparó las giras con una aventura de Steinbeck: "Él habló sobre cómo un viaje lo es en sí mismo, no puedes planearlo o predecirlo demasiado porque eso puede acabar con ello. Algo así es ir de gira. Aunque hay una estructura —sabes a qué ciudades irás, y que harás un concierto— cualquier cosa puede ocurrir." También, Marcus Mumford dirige un club de lectura en su tiempo libre en la página web oficial del grupo.

## Discografía

### Álbumes de estudio
- Sigh No More (2009)
- Babel (2012)
- Wilder Mind (2015)[31]
- Delta (2018)
- Rushmore (2025)

### EP
- Lend Me Your Eyes (2008).
- Love Your Ground (2008).
- The Cave And The Open Sea (2009).
- Dharohar Project (colaboración con Laura Marling) (2010).
- The Wedding Band (2010).
- Johannesburg (colaboración con Baaba Maal, The Very Best y Beatenberg) (2016).

### Covers
Además, la banda británica, tanto en su conjunto como solo alguno de sus integrantes, ha hecho covers a otros grandes grupos, como:
- "Hey Jude" de The Beatles.
- "England" de The National.
- "Tessellate" de Alt-J.
- "I'm on fire", "The Ghost of Tom Joad" y "Atlantic City" de Bruce Springsteen.
- "Fare Thee Well (Dink's Song)", "Don't Think Twice It's Alright" y "I Was Young When I Left Home" de Bob Dylan.
- "Partner Nobody Chose".
- "Reincarnation".
- "Angel Band".
- "The Boxer" de Paul Simon.